# بيلابيلا

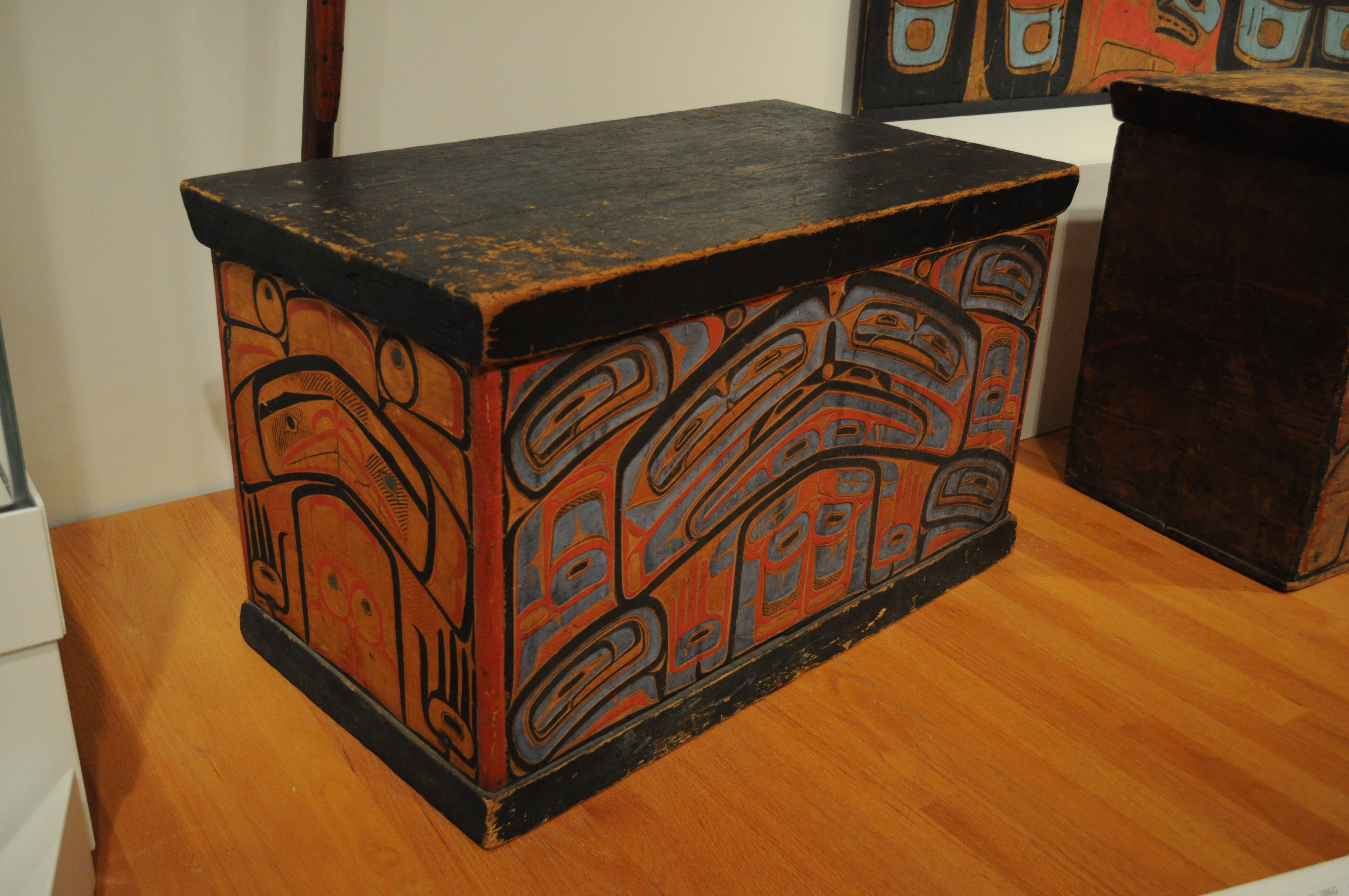

بيلابيلا أو هيلتسوك هي قبيلة أصلية في منطقة الساحل الأوسط في كولومبيا البريطانية، وترتكز على تجمعات جزرية مثل منطقة بيلا بيلا ومنطقة كليمتو. تعتبر أمة هايلتسوك هي الحكومة المحلية للقبيلة، رغم أن المصطلح يستخدم أيضا لوصف المجتمع بأكمله. أكبر تجمعاتها السكنية هي بيلا بيلا. يتحدث سكانها لغة هايلزاكفلا، وهي تعتبر حزءًا منفصلا عائلة لغات واكاشان.

## التاريخ
عاش أسلاف هيلتسوك في منطقة الساحل الأوسط من كولومبيا البريطانية منذ ما لا يقل عن 7190 قبل الميلاد. وهم أحفاد عدد من الجماعات القبلية التي اجتمعت في منطقة بيلا بيلا في القرن التاسع عشر.
مارس الهيلتسوك مجموعة من التعبيرات الثقافية التي تم جمعها مع مجموعات أخرى مماثلة تحت مصطلح «الساحل الشمالي الغربي». وتشمل هذه التعبيرات التنظيم في مجموعات أسرية ممتدة، وارتباط قصص المنشأ، والترتيب والتمايز في الوضع الاجتماعي، وملكية الامتيازات غير المادية، والحركة الموسمية لموارد الحصاد التي تركز على القرى الشتوية الدائمة الكبيرة، الاستخدام المتطور للخشب والحجر ومواد أخرى، والاحتفالات المعقدة والتفاعلات الاجتماعية المفصلة والتي تظهر جلية في احتفال «بوتلاش».
أعيد اكتشاف حدائق البطلينوس الممتدة في جميع أنحاء الساحل في السنوات الأخيرة من خلال التعاون بين علماء الآثار وأصحاب المعارف التقليدية.
اشتهرت القبيلة بين جيرانها على الخبرة الفنية والعسكرية والاحتفالية والروحية.